# Madame de La Fayette
(Voltaire, Le siècle de Louis XIV)
Madame de La Fayette (nome completo Marie-Madeleine Pioche de la Vergne, contessa di La Fayette; Parigi, 16 marzo 1634 – Parigi, 25 maggio 1693) è stata una scrittrice e biografa francese.

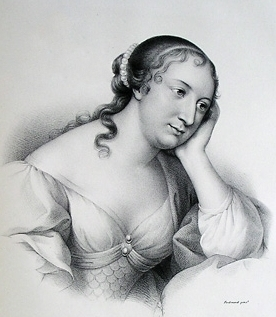
Marie-Madeleine de La Fayette

È l'autrice de La principessa di Clèves, il primo romanzo storico francese e uno dei primi romanzi della letteratura moderna.

## Biografia
Marie Madeleine de La Fayette, dal cognome del marito (François Motier, conte di La Fayette), nacque a Parigi da una famiglia della piccola nobiltà francese, prima di tre sorelle.
Nel 1650 sua madre, rimasta vedova, si risposò con Renaud de Sévigné, zio della letterata Marie de Sévigné, con la quale strinse una forte e duratura amicizia destinata ad appassionarla all'arte della scrittura. Il patrigno, coinvolto nella Fronda, fu esiliato nel 1652. Marie-Madeleine seguì il patrigno nel suo esilio e ritornò a Parigi solo per il matrimonio con François Motier, conte di La Fayette. Dalla loro unione, un matrimonio di interesse tra una ricca ereditiera e un nobile spiantato, diciotto anni più vecchio di lei, nacquero due figli. Per i primi anni i due vissero insieme in campagna. Successivamente Marie-Madeleine tornò a Parigi e, divenuta dama di corte di Enrichetta d’Inghilterra, visse separata da suo marito, anche se mantenne sempre con lui dei rapporti di amicizia e continuò ad aiutarlo ogni volta che fu possibile, fino alla morte di lui, avvenuta il 26 giugno 1683.
Attraverso la cugina Marie, conobbe François de La Rochefoucauld, al quale rimase legata per tutta la vita da un'affettuosa amicizia e da un'ancor più intensa complicità intellettuale. In compagnia dello scrittore frequentò tutti i salotti culturali di Parigi, confrontandosi con i maggiori intellettuali dell'epoca, come Jean Racine e Nicolas Boileau.
Delle numerose opere di Madame de La Fayette - spesso firmate con pseudonimi, in quanto era considerato sconveniente per una donna del suo rango esercitare l'arte della scrittura - la più importante è certamente il romanzo La principessa di Clèves, dato alle stampe nel 1678. Tale romanzo è considerato da molti critici, Voltaire compreso, come il capostipite dei moderni romanzi d'analisi e psicologici francesi.
Accompagnato da una grande risonanza (su «Le Mercure galant» si aprì un dibattito con i lettori riguardo all'opportunità della confessione che la protagonista fa al marito del suo amore per il duca di Nemours), il romanzo ottenne un successo al quale non fu estranea l'abitudine a dibattere temi amorosi che i salotti delle Preziose avevano creato. La scelta finale della protagonista, rimasta vedova, di rifiutare il matrimonio con Nemours e di vivere «chez elle», poco compresa allora e meno ancora oggi, è una chiara conseguenza della condivisione da parte di Madame de La Fayette degli ideali delle Preziose e non può essere spiegata correttamente se non si tiene conto della sua appartenenza a questo gruppo e di quanto non solo la scrittura, ma anche il modo di pensare e di agire, di Madeleine de Scudéry avessero influenzato i romanzi di La Fayette. La principessa di Clèves non è quindi l'isolato capolavoro della donna a cui viene riconosciuto dalla critica di aver dato origine al romanzo psicologico moderno, ma il frutto maturo di una tradizione femminile, che proprio nel romanzo ha trovato la forma ideale di espressione.
Negli anni seguenti furono scritte le Mémoires de la Cour de France pour les années 1688 e 1689, pubblicate però dopo la morte della scrittrice, avvenuta a Parigi nel 1693.
Tra le altre opere narrative e memorie della Corte di Francia, è degna di nota la Storia di Enrichetta di Inghilterra, scritta insieme alla stessa Enrichetta Anna Stuart e stampata postuma nel 1720.

## Opere
- Portrait de M.me De Sevigné, 1659
- La Princesse de Montpensier, 1662, 1674 e 1675
  - L'amor geloso. Tre racconti, traduzione di Gesualdo Bufalino e Paola Masino, Sellerio, Palermo, 1980
  - La principessa di Montpensier, a cura di Federico Corradi, Portaparole, Roma, 2011
- L'Histoire d'Alphonse et de Bélasire, 1674
  - L'amor geloso. Tre racconti, traduzione di Gesualdo Bufalino e Paola Masino, Sellerio, Palermo, 1980
- Zaïde, histoire espagnole, 1671
  - Zaïde, trad. di Clara Sereni, Laterza, Roma-Bari, 1995
  - Zaïde, trad. di Tina D'Agostini e Monica Fiorini, Tufani, Ferrara, 1996
  - Zayde, introduzione di Emanuele Trevi, trad. di Catherine Mc Gilvray, Fazi, Roma, 1997
- La Princesse de Clèves, 1678
- La Comtesse de Tende, 1718 (postumo)
  - La contessa di Tenda, in La principessa di Clèves, a cura di Giovanni Fassio, Utet, Torino, 1967
  - La contessa di Tenda, in La principessa di Clève, trad. di Attilio Carpi, Fabbri, Milano, 1970
  - L'amor geloso. Tre racconti, traduzione di Gesualdo Bufalino e Paola Masino, Sellerio, Palermo, 1980
- Histoire de madame Henriette d'Angleterre, première femme de Philippe de France, Duc d'Orléans, 1720
  - Storia di Enrichetta d'Inghilterra, a cura di Riccardo Mainardi, Feltrinelli, Milano, 1983
- Lettres, 1812
  - Lettere inedite, Bocca, Torino, 1880
- Mémoires de la cour de France pour les années 1688 et 1689, 1828
- Romans et nouvelles, a cura di Émile Magne, 1939; ed. corretta da Alain Niderst, 1970
- Correspondance, a cura di André Beaunier, 1942
- Œuvres complètes (contiens: Portraits·Histoire de la Princesse de Montpensier sous le règne de Charle IX, roi de France·Histoire de Madame la comtesse de Tende·Lettres-pastiches·Zayde·La Princesse de Clèves·Histoire de la mort d'Henriette d'Angleterre·Correspondance (1652-1692). Appendice: Mémoires de la cour de France pour le années 1688-1689 [œuvre attribuée]. Autour des œuvres: Préfaces, sources et documents · Réception aux XVII et XVIII siécles), Édition de Camille Esmein-Saarazin, Bibliothèque de la Pléiade n.595, Paris, Gallimard, 2014, ISBN 978-2070121731.